# Sant'Agata li Battiati
Sant'Agata li Battiati is een gemeente in de Italiaanse provincie Catania (regio Sicilië) en telt 9939 inwoners (31-12-2004). De oppervlakte bedraagt 3,1 km², de bevolkingsdichtheid is 3206 inwoners per km².

## Demografie
Sant'Agata li Battiati telt ongeveer 3925 huishoudens. Het aantal inwoners daalde in de periode 1991-2001 met 4,4% volgens cijfers uit de tienjaarlijkse volkstellingen van ISTAT.
| Jaar | Inwoneraantal |
| ---- | ------------- |
| 1991 | 10.856        |
| 2001 | 10.378        |

## Geografie
De gemeente ligt op ongeveer 320 m boven zeeniveau.
Sant'Agata li Battiati grenst aan de volgende gemeenten: Catania, Gravina di Catania, San Giovanni la Punta, Tremestieri Etneo.